# Alfred Matt
Alfred Matt, född den 11 maj 1948 i Zams, är en österrikisk före detta alpin skidåkare. 
Matt blev olympisk bronsmedaljör i slalom vid vinterspelen 1968 i Grenoble.